# مونبلييه هيرولت رغبي
مونبلييه هيرولت رغبي هو نادي اتحاد الرغبي فرنسي من مدينة مونبلييه يلعب في دوري توب 14.تأسس النادي في 1986.